# 務川慧悟
務川 慧悟（むかわ けいご、1993年〈平成5年〉4月9日 - ）は、日本のピアニスト。愛知県知多郡東浦町出身。

## 略歴
愛知県東海市で生誕。3歳よりヤマハ音楽教室で学ぶ。愛知県立旭丘高等学校、東京藝術大学を経て、パリ国立高等音楽院第2課程ピアノ科、室内楽科修了。同音楽院フォルテピアノ科卒業。
東京藝術大学1年在学中の2012年、第81回・日本音楽コンクール1位受賞を機に、本格的な演奏活動を開始。2014年（平成26年）、パリ国立高等音楽院に審査員満場一致の首席で合格し渡仏。2017年（平成29年）、シャネル・ピグマリオン・デイズのアーティストに選出されラヴェルピアノ作品全曲演奏をテーマに全6回のリサイタルを開催。2018年（平成30年）、NHK「らららクラシック」において「左手のためのピアノ協奏曲」を演奏するなど、ラヴェルの作品に意欲的に取り組んでいる。日本音楽コンクールで第一位を同時受賞した反田恭平と、2019年（令和元年）から2台ピアノのツアーを企画。愛知県、三重県、大阪府にてリサイタルを行う。2年目となる2020年（令和2年）にはこの2台ピアノでパリデビュー、CD制作も行う。東京をはじめ東北5県を回るツアーを予定していたが、新型コロナウイルス感染症の世界的流行の影響により日程のほとんどが中止、延期となる。7月に予定されていた東京公演は、反田が立ち上げた企画の有料オンデマンドコンサート「Hand in hand vol.2」として配信された。
これまでに日本各地、スイス、上海、ラトビアにてリサイタルを開催。東京シティ・フィルハーモニック管弦楽団、東京フィルハーモニー交響楽団、セントラル愛知交響楽団、神奈川フィルハーモニー管弦楽団、フランスにてロレーヌ国立管弦楽団と共演のほか、室内楽では、NHK交響楽団首席奏者と共演。ソロ、コンチェルト、室内楽と幅広く演奏活動を行うと共に、留学記、コラムを連載するなど多方面で活動している。2019年（令和元年）9月、反田恭平が代表を務める株式会社NEXUSに所属。2020年（令和2年）7月、合同会社ミューズ・プレスより務川編曲の楽譜、ラヴェル「マ・メール・ロワ」が出版された。
フランク・ブラレイ、上田晴子、テオドール・パラスキヴェスコ、ジャン・シュレム、パトリック・コーエン、ダリア・フェデエヴァ、横山幸雄、青柳晋の各氏に師事。2014年（平成26年）には、霧島国際音楽祭でエリソ・ヴィルサラーゼのマスタークラスを受講。
2012年（平成24年）、2013年（平成25年）、2014年（平成26年）度ヤマハ音楽振興会音楽支援奨学生。2015年（平成27年）、2016年（平成28年）度公益財団法人ロームミュージックファンデーション奨学生。2017年（平成29年）度の第46回・江副記念財団奨学生。

## 人物
ワイン好きであり、2024年（令和6年）10月には日本ソムリエ協会のワインエキスパート試験に合格し認定されている。

## 受賞歴
- 2008年（平成20年） 全日本学生音楽コンクール中学校の部全国大会第1位[11]、野村賞、井口愛子賞、音楽奨励賞受賞
- 2010年（平成22年） 第14回・松方ホール音楽賞第1位最年少受賞
- 2012年（平成24年） 第81回・日本音楽コンクール第1位[12][13]、野村賞、井口賞、河合賞受賞
- 2014年（平成26年） 第3回・秋吉台音楽コンクール室内楽部門第1位[14]
- 2015年（平成27年） 第25回・エピナル国際ピアノコンクール（英語: Épinal International Piano Competition）第2位[15]
- 2016年（平成28年）
  - 6月 第18回・イル・ドゥ・フランス国際ピアノコンクール（英語: Ile de France International Piano Competition）第2位[16]
  - 10月 第5回・Coop Music Awards（）国際コンクール第1位
- 2018年（平成30年） 第10回・浜松国際ピアノコンクール第5位[17]
- 2019年（令和元年） ロン＝ティボー＝クレスパン国際音楽コンクールピアノ部門第2位[18]
- 2021年（令和3年）
  - 3月 愛知県芸術文化選奨文化新人賞受賞[19]
  - 5月 エリザベート王妃国際音楽コンクールピアノ部門第3位[20]
- 2023年（令和5年） 第33回・日本製鉄音楽賞フレッシュアーティスト賞受賞[21][22]
- 2024年（令和6年） 第33回・出光音楽賞受賞[23]

## 作品

### アルバム
- 第10回浜松国際ピアノコンクール2018公式CD（2019年5月7日、ALM Records[注釈 3][24][25]）- 2枚組。ALCD-7233 7234。
- J.S.BACH,Liszt&Ravel:Piano Works（2020年2月21日[注釈 4]、Acousence Classics[注釈 5]） - 同年2月7日、Apple Music、Spotifyにてストリーミング配信開始[27][28]。
- Two Pianos（2020年8月1日、NOVA Record[注釈 6][29]） - 反田恭平との共演。オンラインショップにて販売。
- ショパン|ラフマニノフ|ブーレーズ（2020年9月7日、ALM Records[注釈 7][30]） - ALCD-7253。
- ラヴェル:ピアノ作品全集（2022年11月30日、イープラス[31]） - NR-2203。
- Two Pianos2（2023年2月1日、NOVA Record[32]） - 反田恭平との共演。NR-02301。

## 出演
- 題名のない音楽会（2021年2月27日[33]、2021年8月28日[34]、2022年3月5日[35]、2023年3月25日[36]、2023年11月11日[37]、2023年11月18日[38]、2024年6月15日[39]、2024年9月14日[40]、2025年3月8日[41]、2025年3月22日[42]、2025年5月17日[43]、テレビ朝日系列）
- クラシック倶楽部（2021年3月26日[44]、2021年2月23日[45]、NHK BS）
- ベストオブクラシック（2021年3月31日[46]、2022年4月13日[47]、NHK-FM放送）